# Hi havia una vegada un tren
Hi havia una vegada un tren (títol original: Once upon a texas train) és un telefilm estatunidenc dirigit per Burt Kennedy, difós l'any 1988. Ha estat doblada al català.

## Argument
Després de 20 anys de presó, ningú no donaria res pel futur de l'antic lladre John Henry Lee. No obstant això, sis hores després de la seva sortida, ja ha saquejat i fet saltar una banca i vet aquí que ja marxa amb el botí i una banda per realitzar el seu vell projecte d'assaltar un tren postal. Però sense comptar amb el seu vell competidor, el capità Owen Hayes. Aquest es posa immediatament a la persecució del bandit.
Però una banda de quatre caçadors de primes poc escrupolosa, comandada per Cotton, vol apropiar-se del botí que John Henry acaba de robar. Aquesta banda arriba a aturar John Henry i els seus. Tanmateix, vist el gir de les coses, l'única sortida sembla un duel. La idea no sedueix gaire els més joves. Però John Henry té a la butxaca un argument de pes: un bastó de dinamita que té molt prop d'un paella encesa. L'embolic és tal que els homes del capità Owen Hayes i els de John Henry es troben del mateix costat, cara als quatre joves. Nou contra quatre. Del costat dels joves, la demostració de l'habilitat amb el fusell s'aturarà davant l'experiència. Es compten dos ferits del costat dels veterans i quatre del costat dels joves.
Mentre que els rangers porten finalment tothom a la presó, l'última escena canvia tot. La dama de cors surt del barret del cow-boy, o més aviat d'una diligència oportunament arribada i, amb un parpelleig de la dama en direcció del capità, els vells bandits reprenen la carretera cap al Canadà.

## Repartiment
- Willie Nelson: John Henry Lee
- Richard Widmark: Capità Owen Hayes
- Shaun Cassidy: Cotton
- Chuck Connors: Nash Crawford
- Ken Curtis	: Kelly Sutton
- Royal Dano: Nitro Jones
- Jack Elam: Jason Fitch
- Gene Evans: Fargo Parker
- Kevin McCarthy: El governador
- Dub Taylor: Charlie Lee
- Stuart Whitman: George Asque
- Angie Dickinson: Maggie Hayes
- Jeb Stuart Adams: Billy Bates
- Clare Carey: Meg Boley
- Harry Carey Jr.: Herald Fitch
- David Michael O'Neill: John Young
- Red West: Bates Boley
- Hank Worden: El vell home
- John Calkins: John Brown
- Lisa Cloud: La minyona
- Don Collier: Warden
- Dennis Fimple: El telegrafista
- John Furlong: Wid Miller